# Подолени (Галац)
Подолени (рум. Podoleni) насеље је у Румунији у округу Галац у општини Барча. Oпштина се налази на надморској висини од 29 m.

## Становништво
Према подацима из 2002. године у насељу је живело 1357 становника.

### Попис2002.
| Расподела становништва по националности 2002.‍ | Расподела становништва по националности 2002.‍ | Расподела становништва по националности 2002.‍ | Расподела становништва по националности 2002.‍ | Расподела становништва по националности 2002.‍ |
| --------------------------------------------- | --------------------------------------------- | --------------------------------------------- | --------------------------------------------- | --------------------------------------------- |
|                                               |                                               |                                               |                                               |                                               |
| Румуни                                        | Румуни                                        |                                               | 717                                           | 52,9%                                         |
| Роми                                          | Роми                                          |                                               | 639                                           | 47,1%                                         |